# Juan Arranz
Juan Arranz (1932) is een Spaanse striptekenaar, vooral bekend om zijn stripbewerkingen van de boeken van Karl May. Hij debuteerde in 1955 met Chico Juarez voor Artima (uitgeverij Selecciones Illustradas). Hij vertrok in 1959 naar Frankrijk en schreef daar didactische verhalen voor het tijdschrift Bayard et Bernadette. Hij tekende verder 'Jack de Minuit' en 'Pascal et Michèle de Montfort' voor het blad Record.
Arranz tekende voor het Nederlandse stripweekblad Sjors (van de Rebellenclub), een uitgave van De Spaarnestad (Haarlem), tussen 1963 en 1970 diverse avonturen van Winnetou en Kara Ben Nemsi, naar de boeken van Karl May. Een aantal verhalen is gebundeld in albums uitgeven door De Spaarnestad (1965-1968), Amsterdam Boek (1972) en Oberon (1981–1982).
In 1970 keerde Arranz terug naar Spanje en werkte daar aan een stripbewerking van Rudyard Kiplings Junglebook. Het werk bleef wegens copyrightproblemen onvoltooid.
Arranz maakte nog stripversies van El Fantasma de Canterville (Oscar Wilde) en Robinson Crusoe (Daniel Defoe).
Hij werkte verder nog aan een semiautobiografische strip 'Arranz-Ficción' en tekende enkele afleveringen van de sciencefictionserie 'Vick' (1970–1973).
Andere werken: afleveringen voor de Destin Hors Série van (uitgeverij Opéra Mundi)
(Buffalo Bill, Nick Carter); Quatre-Vingt-Treize in Triolo (1985); François Faà Di Bruno (1988- religieus werk, onder pseudoniem Jeandedieu) voor uitgeverij Les Editions Fleurus. Zijn werk werd uitgegeven in Nederland, Duitsland, Frankrijk, Spanje, Indonesië en de Scandinavische landen.
- Biblioteca Nacional de España: XX898202
- Bibliothèque nationale de France: cb11889213d (data)
- Gemeinsame Normdatei: 12736949X
- International Standard Name Identifier: 0000 0000 6156 3772
- Nederlandse Thesaurus van Auteursnamen: 068870612
- Système universitaire de documentation: 026692031
- Virtual International Authority File: 45322625
- WorldCat: E39PBJjHf8frDTdGD8R9f8jgrq